# Ergebnisse der Kommunalwahlen in Brandenburg an der Havel
- Linke: 3
- BSW: 2
- SPD: 9
- Grüne: 4
- BVB/FW: 5
- FDP: 1
- CDU: 11
- AfD: 11

In den folgenden Listen werden die Ergebnisse der Kommunalwahlen in Brandenburg an der Havel aufgelistet. Es werden die Ergebnisse der Wahlen zur Stadtverordnetenversammlung ab 1990 und die Ergebnisse zu den Ortsbeiräten ab 2003 angegeben.

## Parteien
- AfD: Alternative für Deutschland
- B.F.D.: Bund Freier Demokraten – Die Liberalen
- B’90/Grüne: Bündnis 90/Die Grünen → Grüne
- CDU: Christlich Demokratische Union Deutschlands
  - 1990: CDU der DDR
- DFD: Demokratischer Frauenbund Deutschlands
- DSU: Deutsche Soziale Union
- FDP: Freie Demokratische Partei
  - 1990: Freie Demokratische Partei der DDR
- Grüne: Bündnis 90/Die Grünen
  - 1990: NF u. a.: Neues Forum und Grüne Partei
- Linke: Die Linke
  - bis 2004: PDS
- NF: Neues Forum (Forum Land Brandenburg)
  - 1990: NF u. a.: Neues Forum und Grüne Partei
- PDS: Partei des Demokratischen Sozialismus → Linke
- SPD: Sozialdemokratische Partei Deutschlands
  - 1990: Sozialdemokratische Partei in der DDR
- BSW: Bündnis Sahra Wagenknecht
  - 2024: Bürger für Frieden, Vernunft und Gerechtigkeit

## Wählergruppen
- Bürger: Bürgerliste in Brandenburg an der Havel
- BVB/50 Plus: Brandenburger Vereinigte Bürgerbewegungen/50 Plus → BVB/FW
- BVB/FREIE WÄHLER/GARTENFREUNDE: Brandenburger Vereinigte Bürgerbewegungen/FREIE WÄHLER/GARTENFREUNDE → BVB/FW
- BVB/FW: Brandenburger Vereinigte Bürgerbewegungen/Freie Wähler
  - 2008: BVB/50 Plus
  - seit 2014: Brandenburger Vereinigte Bürgerbewegungen/Freie Wähler/GARTENFREUNDE
- FWB: Freie Wähler Brandenburg an der Havel
- Garten-BRB: Gartenfreunde Brandenburg an der Havel
- GARTENFREUNDE: Gartenfreunde → GF
- GF: Gartenfreunde
  - 1998: Gartenfreunde Brandenburg an der Havel (Garten-BRB)
  - 2003 und 2008: Gartenfreunde (GARTENFREUNDE)
  - seit 2014: → BVB/FW
- pro Km: Bürgerverein „pro Kirchmöser“ e. V.
- VKSK: Verband der Kleingärtner, Siedler und Kleintierzüchter
- WG FFW: Wählergruppe Freiwillige Feuerwehr Wust
- WiG: Wir in Gollwitz
- WirtSo: Wählervereinigung für Wirtschaft, Soziales und Kultur

## Abkürzungen
- Sonst.: Sonstige
  - 1993: Ergebnisse für Parteien und/oder Wählergruppen, da das Ergebnis der Kommunalwahl 1993 nicht vollständig aufgeschlüsselt vorliegt
- Wbt.: Wahlbeteiligung

## Wahlen zur Stadtverordnetenversammlung
Stimmenanteile der Parteien in Prozent
| Jahr | Wbt. | SPD  | CDU  | Linke | 1FDP1 | Grüne | pro Km | AfD  | BVB/FW | GF     | Wirt So | FWB  | Bürger | NF  | BSW | Sonst. |
| ---- | ---- | ---- | ---- | ----- | ----- | ----- | ------ | ---- | ------ | ------ | ------- | ---- | ------ | --- | --- | ------ |
| 1990 | 68,9 | 40,5 | 27,6 | 15,4  | 3,6   |       |        |      |        |        |         |      |        | 8,0 |     | 24,92  |
| 1993 | 55,2 | 29,0 | 14,2 | 19,8  | 8,5   |       | 2,5    |      |        |        |         | 18,7 | 7,4    |     |     |        |
| 1998 | 72,9 | 36,1 | 16,1 | 21,7  | 4,7   | 5,3   | 3,2    |      |        | 6,9    |         | 05,8 |        |     |     | 0,2    |
| 2003 | 47,7 | 22,6 | 37,3 | 14,9  | 8,6   | 3,4   | 4,9    |      |        | 5,4    | 2,6     |      |        |     |     | 0,2    |
| 2008 | 44,9 | 27,0 | 30,2 | 24,4  | 5,5   | 3,8   | 3,7    |      | 0,4    | 3,7    |         |      |        |     |     | 1,4    |
| 2014 | 36,3 | 25,0 | 37,3 | 17,5  | 2,4   | 6,6   | 3,0    | 05,8 | 2,4    | BVB/FW |         |      |        |     |     |        |
| 2019 | 48,1 | 16,9 | 26,7 | 13,0  | 4,5   | 13,9  |        | 14,2 | 10,8   | BVB/FW |         |      |        |     |     |        |
| 2024 | 58,0 | 18,7 | 23,6 | 07,2  | 2,8   | 8,9   |        | 23,8 | 9,5    | BVB/FW |         |      |        |     | 5,0 | 0,6    |

Sitzverteilung
| Jahr | Gesamt | SPD | CDU | Linke | FDP | Grüne | pro Km | AfD | BVB/FW | GF     | WirtSo | FWB | Bürger | BSW | NF |
| ---- | ------ | --- | --- | ----- | --- | ----- | ------ | --- | ------ | ------ | ------ | --- | ------ | --- | -- |
| 1990 | 70     | 28  | 19  | 11    | 3   |       |        |     |        |        |        |     |        |     | 6  |
| 1993 | 46     | 13  | 7   | 9     | 4   |       | 1      |     |        |        |        | 9   | 3      |     |    |
| 1998 | 46     | 17  | 7   | 10    | 2   | 2     | 2      |     |        | 3      |        | 3   |        |     |    |
| 2003 | 46     | 10  | 17  | 7     | 4   | 2     | 2      |     |        | 3      | 1      |     |        |     |    |
| 2008 | 46     | 12  | 14  | 11    | 3   | 2     | 2      |     |        | 2      |        |     |        |     |    |
| 2014 | 46     | 12  | 17  | 8     | 1   | 3     | 1      | 3   | 1      | BVB/FW |        |     |        |     |    |
| 2019 | 46     | 8   | 12  | 6     | 2   | 6     |        | 7   | 5      | BVB/FW |        |     |        |     |    |
| 2024 | 46     | 9   | 11  | 3     | 1   | 4     |        | 11  | 5      | BVB/FW |        |     |        | 2   |    |

Fußnote
1 1990: FDP und B.F.D. sind hier zusammengefasst. Sie traten aber getrennt an: FDP: 1,0 % (1 Sitz) und B.F.D.: 2,6 % (2 Sitze).

2 1990: davon DSU: 1,8 % (1 Sitz), VKSK: 1,1 % (1 Sitz) und DFD 0,8 % (1 Sitz).

## Ortsbeiratswahlen
Ortsbeiräte werden nur in den Ortsteilen Gollwitz und Wust gewählt. Für die Ortsteile Plaue, Kirchmöser, Klein Kreutz, Mahlenzien, Göttin und Schmerzke werden je ein Ortsvorsteher als Vertreter gewählt.

### Gollwitz
Stimmenanteile der Parteien in Prozent
| Jahr   | Wbt. | SPD  | CDU  | FDP  | WiG  |
| ------ | ---- | ---- | ---- | ---- | ---- |
| 2003 1 | 33,7 |      |      |      | 58,9 |
| 2008 2 | 64,0 |      | 13,0 | 74,9 |      |
| 2014   | 60,1 | 74,9 |      | 25,1 |      |
| 2019 3 | 66,9 | 52,4 | 19,6 | 17,1 |      |
| 2024 5 | 84,2 | 72,3 | 11,0 |      |      |

Sitzverteilung
| Jahr   | Gesamt | SPD | CDU | FDP | WiG |
| ------ | ------ | --- | --- | --- | --- |
| 2003   | 3      |     |     |     | 2   |
| 2008   | 3      |     | 1   | 2   |     |
| 2014   | 3      | 2   |     | 1   |     |
| 2019 4 | 2 (3)  | 1   | 1   |     |     |
| 2024 5 | 3      | 2   |     |     |     |

### Wust
Stimmenanteile der Parteien in Prozent
| Jahr   | Wbt. | CDU  | WG FFW | FDP  |
| ------ | ---- | ---- | ------ | ---- |
| 2003   | 52,4 |      | 83,7   | 16,3 |
| 2008   | 60,1 | 17,1 | 82,9   |      |
| 2014 1 | 53,5 |      | 58,2   |      |
| 2019 2 | 66,9 | 49,2 | 39,4   |      |
| 2024 3 | 72,8 | 47,8 | 39,9   |      |

Sitzverteilung
| Jahr | Gesamt | CDU | WG FFW |
| ---- | ------ | --- | ------ |
| 2003 | 3      |     | 3      |
| 2008 | 3      | 1   | 2      |
| 2014 | 3      |     | 2      |
| 2019 | 3      | 2   | 1      |
| 2024 | 2      | 1   | 1      |